# Porites astreoides
Porites astreoides is een rifkoralensoort uit de familie van de Poritidae. De wetenschappelijke naam van de soort werd in 1816 voor het eerst geldig gepubliceerd door Jean-Baptiste de Lamarck.